# Le Secret de Kanwar
Pour les articles homonymes, voir Kanwar.
Pour plus de détails, voir Fiche technique et Distribution.
Le Secret de Kanwar (titre anglais : Qissa: The Tale of a Lonely Ghost) est un drame fantastique indo-germano-franco-néerlandais réalisé par Anup Singh (en) et sorti en France en 2014.

## Synopsis
1947. Partition de l’Inde et création du Pakistan. Umber Singh, un père de famille Sikh, est contraint de fuir son village et de tout abandonner derrière lui. Son dernier espoir est d'avoir un fils comme héritier. Mais sa femme donne naissance à une quatrième fille. Umber décide alors de changer la destinée de cet enfant en l'élevant comme un garçon et en « le » mariant à une jeune fille.

## Fiche technique
- Titre : Le Secret de Kanwar
- Titre original : Qissa: The Tale of a Lonely Ghost
- Réalisation : Anup Singh
- Scénario : Anup Singh
- Photographie : Sebastian Edschmid
- Montage : Bernd Euscher
- Musique : Béatrice Thiriet
- Producteur : Johannes Rexin et Bettina Brokemper
  - Coproducteur : Thierry Lenouvel, Nina Lath Gupta et Bero Beyer
  - Producteur associé : Saara Narain
  - Producteur délégué : Vikramjit Roy
  - Producteur exécutif : Rakesh Mehra
- Production : Heimatfilm, Augustus Films, Ciné-Sud Promotion et NFDC
- Distribution : Zootrope Films
- Pays d'origine :  Inde,  Allemagne,  France et  Pays-Bas
- Genre : drame, fantastique
- Durée : 109 minutes
- Langue : pendjabi
- Dates de sortie :
  -  États-Unis : 7 décembre 2013
  -  Allemagne : 10 juillet 2014
  -  Inde : 1er septembre 2014
  -  France : 3 septembre 2014
  -  Pays-Bas : 30 octobre 2014

## Distribution
- Irrfan Khan : Umber Singh
- Tillotama Shome : Kanwar Singh, le « fils »
- Tisca Chopra : Mehar, la femme
- Rasika Dugal : Neeli, la gitane
- Faezeh Jalali
- Sonia Bindra

## Distinctions
- Festival International du film de Rotterdam 2014 - Prix "Dioraphte" (Prix du public)
- Festival international du film de Toronto 2013 - Prix NETPAC (Prix du meilleur film asiatique)
- Festival International du film de Bombay 2013[1]- India Gold Silver Gateway
- Festival international du film de São Paulo 2013
- Festival international des cinémas d'Asie de Vesoul 2014 - Mention Spéciale du Jury international, Prix INALCO